# Listă de personaje secundare ale serialului Friends

### Gunther
Gunther este managerul cafenelei Central Perk.
- rol interpretat de James Michael Tyler.

### Janice Litman
Janice este prietena lui Chandler de mai multe ori.
- rol interpretat de Maggie Wheeler

### Jack Geller
Jack Geller este tatăl Monicăi și al lui Ross și soțul lui Judy Geller. 
- rol interpretat de Elliott Gould

### Judy Geller
Judy este mama Monicăi și al lui Ross și soția lui Jack Geller. Îl privilegiază vizibil pe Ross în detrimentul Monicăi.
- rol interpretat de Christina Pickles.

### Mike Hannigan
Mike Hannigan este soțul lui Phoebe.
- rol interpretat de Paul Rudd

### Carol Willick
Carol Willick este prima soție a lui Ross.
- rol interpretat de Jane Sibbett

### Emily Waltham
Emily este a doua soție a lui Ross.
- rol interpretat de Helen Baxendale

### Ursula Pamela Buffay
Ursula este sora geamănă a lui Phoebe.
- rol interpretat de Lisa Kudrow.

### Susan Bunch
Susan Bunch este partenera lesbiană a lui Carol Willick. 
- rol interpretat de Jessica Hecht.

### Ben Geller-Willick-Bunch
Ben este fiul lui Ross din prima sa căsătorie, cu Carol Willick. Este născut în 1995 și locuiește cu Carol și partenera ei lesbiană, Susan Bunch. 
- rol interpretat de Cole Sprouse.

### Estelle Leonard
Estelle Leonard este impresarul lui Joey. 
- rol interpretat de June Gable.

### Frank Buffay Jr.
Frank este fratele de tată a lui Phoebe. Phoebe îl cunoaște într-una din încercările de a-și găsi tatăl. Se îndrăgostește de profesoara lui de economie, Alice, cu care se și căsătorește. Neputând avea copii, aceștia îi cer lui Phoebe să le poarte copilul. Ea este de acord și va naște trei frați gemeni: un băiat - Frank Jr. Jr. și două fete - Leslie și Chandler.
- rol interpretat de Giovanni Ribisi

### Richard Burke
Richard Burke este marea iubire a Monicăi, până să-și înceapă relația cu Chandler.
- rol interpretat de Tom Selleck

### Dl. Heckles
Dl. Heckles locuia în apartamentul de sub Monica și Rachel. Se plângea mereu că zgomotele pe care Monica și Rachel le făceau îl deranjau. Discuțiile decurgeau de obicei astfel: 
Îmi deranjați... (de exemplu repetiția de oboi)
Nu aveți un... (oboi)
Aș putea să am un... (oboi).
Dl. Heckles moare în timp ce lovea tavanul cu mătura, nemulțumit de gălăgia care venea din apartamentul de deasupra. Lasă totul moștenire "celor două fete gălăgioase de deasupra".
- rol interpretat de Larry Hankin.

### Marcel
Marcel a fost maimuța lui Ross. Când a devenit agresiv, Ross l-a donat la Grădina Zoologică din San Diego. De acolo a fost furat și a devenit actor, apărând într-un film cu Jean-Claude Van Damme și într-o reclamă la bere. Melodia lui preferată este „The Lion Sleeps Tonight”. 

### Puiul și Rața
Puiul și Rața (The Chick and the Duck) erau animalele de casă ale lui Joey și Chandler. Puiul a fost un cadou din partea lui Joey pentru Chandler. Vrând să-l înapoieze, Chandler se întoarce înapoi cu el și cu o rață. Chandler i-a pus numele puiului Yasmine, după Yasmine Bleeth, o actriță din serialul "Baywatch". Cu toate acestea, când crește, acesta devine cocoș. Puiul și Rața mor înm cele din urmă. Când Chandler se mută cu Monica în casă nouă, Joey le dăruiește un pui și o rățușcă, pe care le numește Puiul Jr. și Rața Jr. (Duck Jr. și Chick Jr.).

### Tipul Gol Și Urât
Tipul Gol Și Urât (Ugly Naked Guy) locuia vis-a-vis de apartamentul Monicăi. Și-a câștigat acest nume prin faptul că este obez și umblă prin casă în pielea goală. Cei șase prieteni se uită ocazional la el în apartament și fac comentarii asupra lui. Când acesta se mută, Ross vrea neapărat să îi cumpere apartamentul. Pentru a se apropia de el, acesta încearcă să îl mituiască cu un coș cu brioșe, dar în cele din urmă ajunge să mănânce brioșele gol, împreună cu el, spre uimirea prietenilor lui:
Joey: Hei, hei, fiți atenți! Tipul Gol Și Urât are un prieten gol!
Rachel: Ah, da! ...Oh, Doamne! Ăla e prietenul nostru! E Ross Gol!

### Dr. Leonard Green
Dr. Leonard Green este tatăl lui Rachel Green. Este divorțat de Sandra Green. Din cauza consumului excesiv de țigări și whiskey, suferă un atac cardiac.
- rol interpretat de Ron Leibman

### Sandra Green
Sandra Green este mama lui Rachel Green și fosta soție a lui Dr. Leonard Green. 
- rol interpretat de Marlo Thomas

### Charles Bing
Charles Bing este tatăl lui Chandler Bing. Este fostul soț al Norei Tyler Bing, iar în prezent este travestit, iar sub numele de Helena Handbasket conduce un show numit "Viva Las Gaygas" în Las Vegas.  
- rol interpretat de Kathleen Turner

### Nora Tyler Bing
Nora Tyler Bing este mama lui Chandler Bing. Este fosta soție a lui Charles Bing, iar în prezent scrie romane erotice. 
- rol interpretat de Morgan Fairchild.

### Pete Becker
Pete Becker este un milionar cu care Monica se întâlnește. Când acesta decide să se înscrie într-o competiție de lupte libere, Monica îl părăsește.
- rol interpretat de Jon Favreau

### David
David ("the scientist guy") este marea dragoste a lui Phoebe până să îl întâlnească pe Mike Hannigan. Este fizician specializat în fizică atomică.  Phoebe și David se îndrăgostesc, însă David este nevoit să plece la Minsk pentru a-și continua cercetările.
- rol interpretat de Hank Azaria

### Eddie Menuek
Eddie se mută cu Chandler pentru o scurtă perioadă în care Joey se mută singur. Chandler descoperă că nu au nimic în comun și că este și instabil din punct de vedere psihic. Încearcă să îl facă să plece, dar nu reușește. În cele din urmă el și Joey îi iau toate lucrurile și i le pun pe hol. Apoi îl fac să creadă că nu a locuit niciodată acolo.
- rol interpretat de Adam Goldberg.

### Alice Knight
Alice Knight este profesoara de economie, iar mai apoi soția lui Frank Buffay Jr.. 
- rol interpretat de Debra Jo Rupp.

### Dl. Treeger
Dl. Treeger era administratorul blocului unde locuiau Monica, Rachel, Joey și Chandler. 
- rol interpretat de Michael G. Hagerty.

### Tag Jones
Tag este angajat de Rachel ca asistent personal la Ralph Lauren. Cei doi au o relație, deși între ei este o diferență de aproape șase ani. Rachel se desparte de el când își dă seama că acesta nu este matur.
- rol interpretat de Eddie Cahill

### Julie
Julie este o fostă colegă de școală a lui Ross, cu care se reîntâlnește în timpul unei călătorii în China. Se desparte de ea când realizează că o iubește pe Rachel.
- rol interpretat de Lauren Tom

### Elizabeth Stevens
Elizabeth este o studentă de la cursul pe care Ross îl predă. Cei doi au o relație, deși Ross este cu 12 ani mai în vârstă decât ea. Este fiica lui Paul Stevens.
- rol interpretat de Alexandra Holden

### Mona
Mona lucrează la restaurantul unde Monica este bucătar-șef. Este invitată la nunta Monicăi, unde îl cunoaște pe Ross. Cei doi au relație care se sfârșește când Mona află că Ross și Rachel vor avea un copil împreună.
- rol interpretat de Bonnie Somerville

### Charlie Wheeler
Charlie Wheeler este o profesoară de paleontologie. În ciuda pasiunilor comune, Charlie are inițial o relație cu Joey, de care ulterior se desparte pentru a se întâlni cu Ross.
- rol interpretat de Aisha Tyler

### Jasmine
Jasmine este o colegă de serviciu a lui Phoebe. Este, de asemenea, colega de cameră a lui Gunther.
- rol interpretat de Cynthia Mann.

### Joanna
Joanna a fost superioara lui Rachel la Bloomingdale's. Are o scurtă relație cu Chandler. Moare într-un accident auto.
- rol interpretat de Alison LaPlaca.

### Erica
Erica este mama biologică a copiilor lui Chandler Bing și ai Monicăi.  
- rol interpretat de Anna Faris.

### Joshua
Client la un magazin de îmbrăcăminte unde lucra Rachel. 
- rol interpretat de Tate Donovan

### Barry Farber
Barry (Farber sau Finkle) a fost logodnicul lui Rachel, dar aceasta l-a abandonat în fața altarului. Mai târziu se căsătorește cu fota prietenă a lui Rachel, Mindy. De profesie este medic stomatolog.
- rol interpretat de Mitchell Whitfield

### Paolo
Paolo este un vecin italian de care se îndrăgostește Rachel. Îl părăsește însă după ce acesta îi face avansuri lui Phoebe.  
- rol interpretat de Cosimo Fusco

### Danny
Danny este un vecin cu care Rachel are o scurtă relație.
- rol interpretat de George Newbern

### Paul Stevens
Paul Stevens este tatăl lui Elizabeth, o studentă cu care Ross se întâlnește. Rachel, încercând să-i pună o vorbă bună lui Ross, ajunge să iasă împreună cu acesta în oraș. 
- rol interpretat de Bruce Willis

### Gavin Mitchell
Gavin este înlocuitorul lui Rachel la serviciu, pe perioada concediului de maternitate. De teamă să nu i se ofere postul ei permanent, Rachel se întoarce mai devreme la serviciu.
- rol interpretat de Dermot Mulroney

### Paul "Tipul cu vinul"
Paul "Tipul cu vinul" ("The Wine Guy") este un prieten al Monicăi.
- rol interpretat de John Allen Nelson

### Distractivul Bobby
Distractivul Bobby este un tip vesel cu care Monica se întâlnește. În cele din urmă Monica descoperă că "Distractivul Bobby este distractiv dintr-un motiv" - alcoolul.
- rol interpretat de Vincent Ventresca

### Ethan
Ethan este un băiat cu care Monica are o relație. Ethan este în ultimul an de liceu, dar îi spune Monicăi că este în ultimul an de facultate. Monica minte și ea în privința vârstei, spunând că are 22 de ani, când de fapt avea 26. Când află, Monica se desparte de el.
- rol interpretat de Stan Kirsch

### Duncan
Duncan este un patinator homosexual canadian, care, având nevoie de cartea verde, s-a căsătorit cu Phoebe.
- rol interpretat de Steve Zahn

### Eric
Eric a fost logodnicul Ursulei. Phoebe îi demonstrează că Ursula îl minte și cei doi au o scurtă relație.
- rol interpretat de Sean Penn

### Parker
Parker este un prieten al lui Phoebe. Este o persoană foarte veselă, chiar enervant de veselă, potrivit celor șase prieteni. 
- rol interpretat de Alec Baldwin

### Kate Miller
Kate este o actriță cu care Joey joacă într-o piesă de teatru. Este prima femeie de care Joey se îndrăgostește, dar aceasta îl respinge.
- rol interpretat de Dina Meyer

### Janine Lecroix
Janine este colega de cameră a lui Joey pentru o scurtă perioadă de timp, după ce Chandler se mută cu Monica. 
- rol interpretat de Elle MacPherson

### Kathy
Kathy este o actriță cu care Joey se întâlnește. Chandler se îndrăgostește de ea. Ulterior Kathy se îndrăgostește și ea de Chandler și cei doi se sărută. Acest fapt generează un conflict între Joey și Chandler.
- rol interpretat de Paget Brewster

### Bonnie
Bonnie este o prietenă a lui Ross, cu care îi face cunoștință Phoebe. 
- rol interpretat de Christine Taylor

### Amy Green
Amy Green este sora lui Rachel Green. Este cea mai răsfățată și cea naivă dintre cele trei surori.
- rol interpretat de Christina Applegate

### Jill Green
Jill Green este sora mai mică a lui Rachel Green. Ca să îi facă în ciudă lui Rachel, iese în oraș cu Ross.
- rol interpretat de Reese Witherspoon

### Frank Buffay Sr.
Frank Buffay Sr. este tatăl lui Phoebe, care le-a părăsit pe ea și pe sora ei Ursula. 
- rol interpretat de Bob Balaban

### Phoebe Abbott
Phoebe Abbott este mama naturală a lui Phoebe. 
- rol interpretat de Teri Garr

### Frank Jr. Jr., Leslie și Chandler Buffay
Sunt fiii lui Frank Jr., născuți de Phoebe, în 1998. 

### Emma Geller-Green
Emma este fiica lui Ross și a lui Rachel. S-a născut în 2002. 

### Jack și Erica Bing
Născuți în 2004, gemenii Jack și Erica sunt copii adoptați de Chandler Bing și Monica. Mama lor biologică este Erica. 